# Kazàntsevo
Kazàntsevo (en rus: Казанцево) és un poble (un possiólok) del krai de Krasnoiarsk, a Rússia, que en el cens del 2010 tenia 17 habitants. Pertany al districte de Dudinka.